# Vergiftigingsschandaal van de Ashio-kopermijn

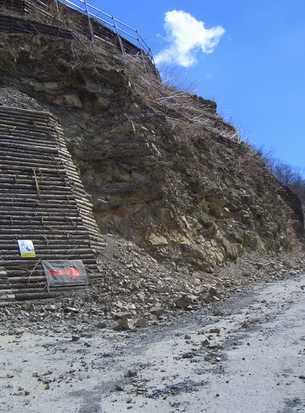
Een beeld van de Ashio-mijn

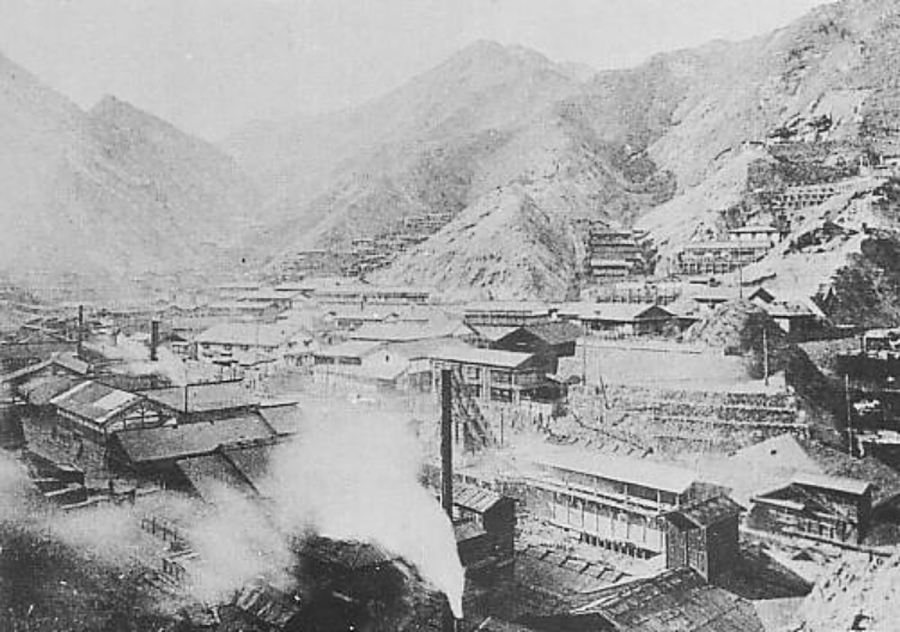
De mijn omstreeks 1895

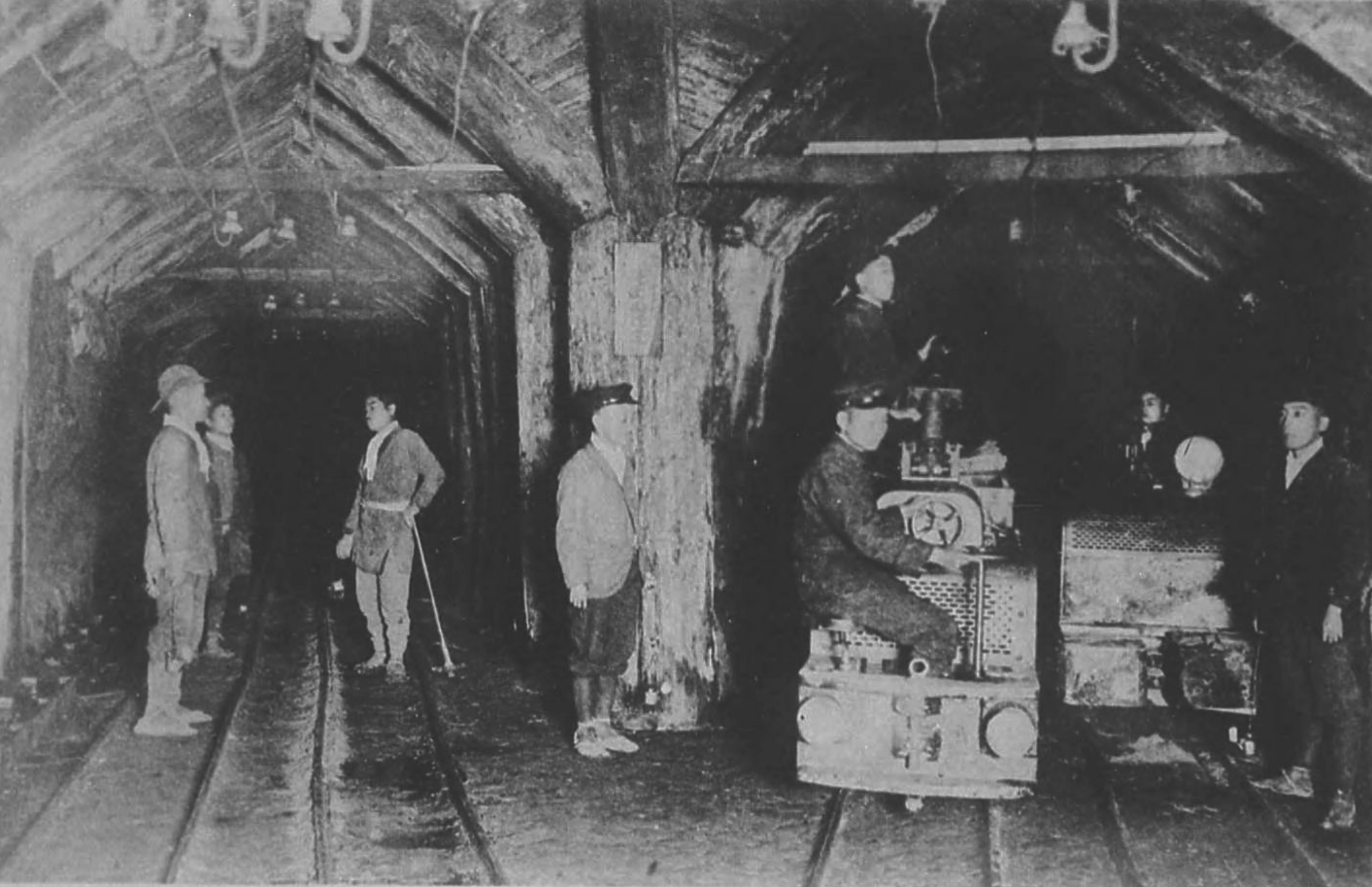
Transport in de mijn

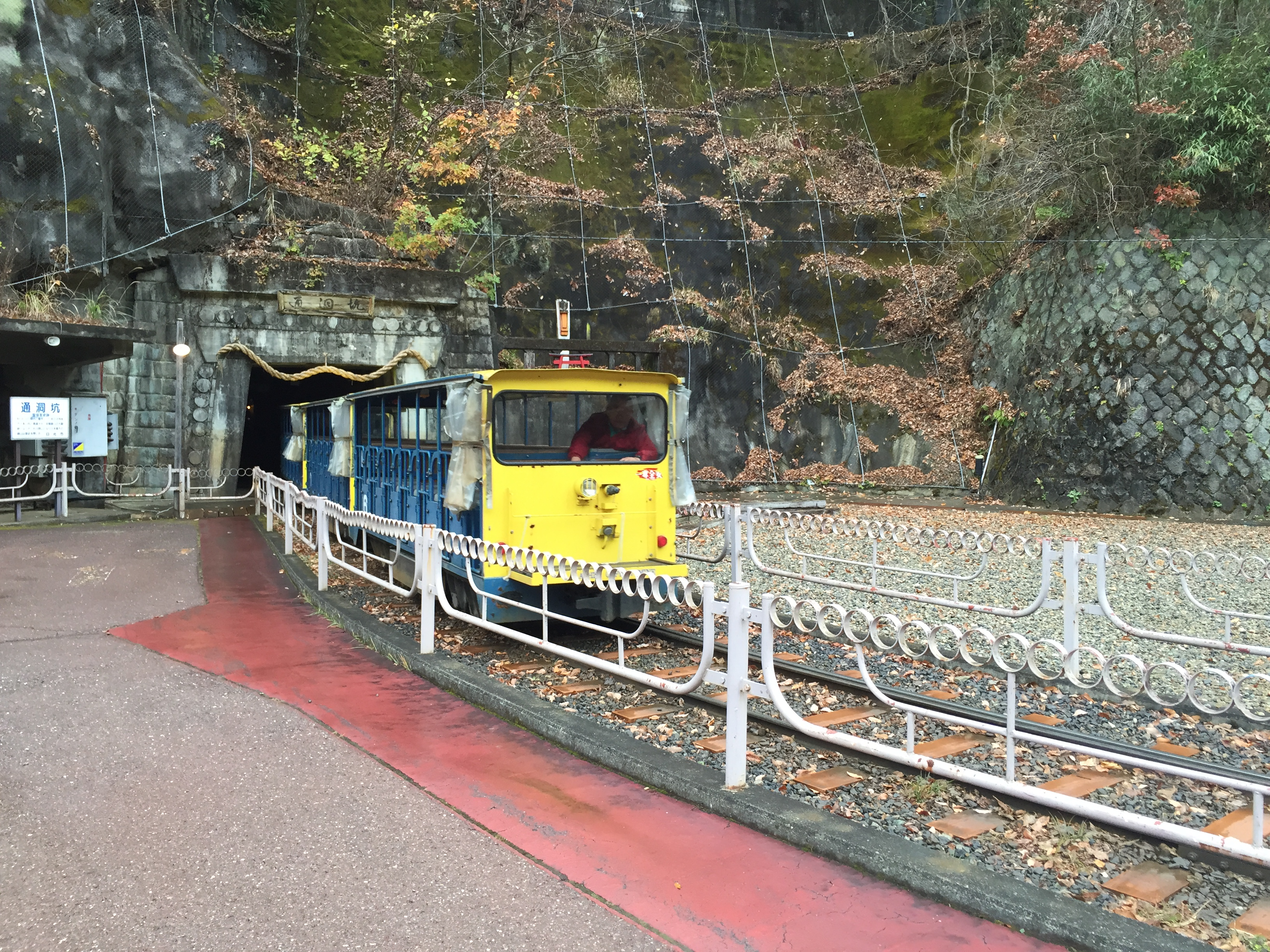
Toeristentrein

Het vergiftigingsschandaal van de Ashio-kopermijn kwam in 1892 aan het licht. Het was een van de eerste problemen van industriële vervuiling in Japan. Het probleem is nooit bevredigend opgelost. Nog in de jaren 1960 protesteerden de boeren tegen de lozingsnormen van de milieuwet omdat ze die niet streng genoeg achtten.

## Situering
In 1868 maakte de nieuwe Meiji-regering het vergroten van de militaire kracht en het uitbreiden van de industriële productie tot twee nationale prioriteiten. Om deze reden startte de regering in 1870 het Departement voor Industrie op. De functie van het departement was het controleren van alle industrieën, afgezien van het leger. Het nam ook het initiatief voor het opstarten van nieuwe industrieën en hield de private ondernemingen nauw in het oog. De bedoeling was om nieuwe technologieën en machines uit kapitalistische landen in Japan te introduceren. Ook werden er technici uit deze landen uitgenodigd om de Japanners te voorzien van nieuwe industriële productietechnologieën. Het departement werd echter ontbonden in 1885.
Tegen 1877 was de mijnbouw sterk gegroeid. Vooral de koperproductie was belangrijk voor de nieuwe regering, omdat de export veel geld opbracht, dat de regering in deze periode goed kon benutten. Het grootste deel van het koper dat geproduceerd in Japan werd dan ook uitgevoerd. Koper stond in voor 9,5% van Japans exportverdiensten en in 1890 werd Japan beschouwd als een van de grote producenten in de wereld. De opbrengst werd gebruikt voor het aanschaffen van nieuw mijnbouwmateriaal, militair materieel en andere industriële machines. Koper speelde dus een belangrijke rol in de ontwikkeling van het Japanse kapitalisme. De belangrijkste nationale koperproducent was de Ashio-kopermijn in de Tochigi-prefectuur.
In de 17e en 18e eeuw behoorde de mijn tot het Tokugawa-shogunaat, maar omdat de productie geleidelijk was gedaald werd de mijn tijdelijk gesloten in 1800. In 1877 werd de mijn het eigendom van Ichibei Furukawa. In 1881 en opnieuw in 1884 werden er rond de mijn nieuwe koperertsaders gevonden. Door deze ontdekkingen steeg de productie zeer snel, maar niet zonder schadelijke gevolgen voor het milieu. In 1884 bedroeg de productie 2286 ton gelijk aan 26% van de nationale productie. Toch was de machinerie in de Ashio-mijn redelijk primitief. Daarom voorzag de eigenaar Furukawa, een zaibatsu, de mijn in 1893 van een Bessemer-smelter. Met deze machine werd de tijd die nodig was om het erts te raffineren gereduceerd van 32 naar twee dagen. Zo werd de Ashio-mijn de grootste koperproducent in Japan. In december 1890 werd de twee waterkrachtcentrale van Japan bij de mijn in bedrijf gesteld, de elektriciteit werd gebruikt bij de productieprocessen. In 1890 was de productie gestegen naar 5789 ton.

## Vervuiling-incident

### Vroege industriële vervuiling
Het is niet duidelijk vanaf wanneer de term 'vervuiling' in gebruik werd genomen, maar waarschijnlijk werd de term reeds gebruikt in verordeningen van de Osaka-prefecturen in de late 19e eeuw. Het fenomeen van vervuiling ontstond tegen het einde van de 19e eeuw. Afvalwater van mijnbouw en delfstoffendamp veroorzaakte ernstige schade aan het milieu en in het bijzonder aan de houtvesterij, landbouw en de visserij-industrie. In het kopererts zit ook veel zwavel dat bij de verwerking vrijkomt.
Aangezien in de 19e eeuw nog geen doeltreffende vervuiling-wetgeving bestond, besteedden de ondernemingen verantwoordelijk voor de vervuiling geen geld aan vervuilingpreventie en mogelijke maatregelen. Dit leidde tot incidenten zoals het Ashio vervuiling-incident.
Het incident werd ontdekt in 1881, erkend in 1885, maar kwam pas in 1892 aan het licht. De Ashio-mijnbouw werd stopgezet in 1973, maar het water afkomstig van de mijn, dat zware metalen bevat, wordt nog altijd behandeld door een waterzuiveringsinstallatie.

### Feiten
Het incident werd erkend in 1885 toen er wegens watervervuiling in de Wataraserivier hoge vissterfte was. Rioolspecie van de mijn zorgde geregeld voor overstromingen. Zware metalen werden in de rivier geloosd, tastten de landbouwgrond aan en verminderden de rijstproductie. Voor brandhout werden bomen gekapt uit de omringende bossen. De rook van de smeltoperaties in de mijn maakte bovendien de bosgrond zuur, zodat deze het water van de regenval niet kon opnemen. Hierdoor vergrootte het risico op overstromingen aanzienlijk.
Uit statistieken opgesteld door bewoners van getroffen gebieden bleek dat de sterftecijfers daar veel hoger lagen en de geboortecijfers lager. Uit een onderzoek uit 1987 naar de oppervlakte van het getroffen gebied bleek dat het zich had verspreid over 100.000 hectare irrigatieland. De impact die het incident op milieu en gezondheid had was enorm.
Vooral landbouwers waren de dupe van het incident. Zij werden geforceerd om minimale compensaties te aanvaarden via een niet rechterlijke schikking. Anderen wonende in het getroffen gebied, werden uit hun woning gezet in ruil voor een minimale compensatie. Zij die weigerden of protesteerden, geraakten verzeild in gevechten of werden gearresteerd. Sommige boeren werden eind jaren 1890 vrijgesteld van taksen, maar verloren zo stemrecht omdat die enkel voor belastingbetalers was. Omdat de rijstproductie aanzienlijk gereduceerd was, moesten de meeste landbouwers in armoede leven na het incident.

### Reactie van de centrale overheid
Voor de centrale overheid had de Ashio-mijn een belangrijke rol te spelen in de ontwikkeling van het kapitalisme. Koper bracht buitenlands geld binnen. En dat geld was nodig voor de aankoop en import van wapens en industriële machines. Tijdens de Eerste Chinees-Japanse oorlog was een hoge ijzer- en staalproductie nodig, maar Japan kon slechts 50% van het benodigde ijzer, en 5% van het benodigde staal produceren. Daarom moesten ijzer en staal ingevoerd worden. Hiervoor werden onder andere de inkomsten van de export van koper gebruikt.
Op deze manier slaagde Ichibei Furukawa erin om goede relaties te onderbouwen met diegenen in politieke kringen. De regering was niet gemotiveerd om in te grijpen in het probleem en bleef de mijn steunen zelfs na het incident. Ze spitste zich toe op het controleren van de publieke woede eerder dan de oorzaak van het probleem aan te pakken. De regering heeft dit beleid doorgevoerd tot de jaren 60 van de twintigste eeuw.
In 1897 werd het Ashio Copper Mine Committee geïnstutionaliseerd met 18 leden, geleid door minister van justitie Tomotsune Kamimuchi. De aanleiding hiervoor waren de massabetogingen van de landbouwers en de groeiende aandacht voor het probleem. Het eerste comité minimaliseerde de betrokkenheid van de regering door enkel vrijstelling van belastingen aan te bieden aan zwaar vergiftigde gebieden en 37 artikelen op te stellen waaraan de mijn voortaan moest voldoen. Deze maatregelen bleken achteraf echter nutteloos te zijn geweest.

## Gevolgen

### Milieu
Ongecontroleerde koperwinning leidt onvermijdelijk tot de vernietiging van de omgeving. We kunnen twee oorzaken van afbraak onderscheiden. Ten eerste zwavelhoudende zuren (gevolg van de raffinagesprocessen) en de metaalbevattende stofwolken (gevolg van de raffinagerook). Wanneer het zuur in de lucht terechtkomt, is er schade op grote schaal. Ten tweede is er het zuurhoudende water dat de rivieren vervuilt en leidt tot de vernietiging van de bovengrond. Beiden vormen zorgen voor ernstige schade aan alle vormen van leven.
Wanneer zwavelhoudende en zure gassen in de lucht terechtkomen doen zij onder andere de bladeren van bomen en planten bleken. Als gevolg daarvan sterven de bladeren. Bomen uit de nabijgelegen bergen stierven omdat de wortels blootgesteld werden aan de giffen door het stromen van regenwater. Bovendien werden er bomen op grote schaal gekapt als brandhout voor de mijn. Van de afbeelding hierboven kunnen we aflezen dat tegen 1884 alle bomen rondom de mijn verwoest waren (mede door de ontdekking van de grote ertsader die meer koperwinning impliceerde en dus ook meer brandhout). De bovenste laag losse aarde van de bergen werd bij hevige regenval meegevoerd met het water (erosie) want zonder begroeiing kan het gebied het teveel aan water niet langer vasthouden. De ontbossing veroorzaakte dus overstromingen die op hun beurt giftige stoffen verspreidden. De Watarase overstroomde zijn oevers zelfs na een beperkte hoeveelheid regen.
In augustus 1885 zorgde het gebruik van een steenverpletterende machine en een pomp op basis van stoom in de Ani-mijn (ook in het bezit van Furukawa) voor een verhoogde productie. Deze productie leidde echter tot massale vissterfte in het Watarase-bassin. In 1890 overstroomde het Watarase-bassin. Zo'n 1600 hectare landbouwgrond en 28 dorpen in de Tochigi- en Gunma-prefecturen leden erg onder het teveel aan water dat giffen bevatte uit de Ashio-mijn.
Tegen 1893 hadden de zwavelhoudende elementen al het leven rondom de mijn gedood. Natuurlijk herstel was hierdoor onmogelijk geworden. De continuïteit van de smeltoperaties resulteerde in erosie op grote schaal in de bergen. Het materiaal dat bij regen wegspoelde vulde de Watarase-rivier tot op een hoogte van vijf voet of 1,5 meter.
In juni 1896 ontstond een enorme overstroming veroorzaakt door stortregens. De Watarase, Tone en Edo overstroomden hun oevers. Een grote stad, vijf prefecturen, 12 provincies en 136 dorpen met een totaal van 46.723 hectare werden schade toegebracht door het gifverspreidende water. Het verlies was 23 miljoen Japanse yen, achtmaal het jaarlijks inkomen van de Ashio kopermijn.

### Gezondheid
De giffen van de kopermijn kwamen rechtstreeks terecht in het drinkwater. Dit had schadelijke gevolgen voor de gezondheid. Bovendien leden de landbouwers onder financiële crisissen en ondervoeding omdat ze geen of minimale oogsten voortbrachten.
Op vraag van Shōzō Tanaka stelden de landbouwers in 1898 statistieken op van de sterfte - en geboortecijfers van Japan. Uit de resultaten bleek dat het sterftecijfer in 1898 in de getroffen regio's duidelijk hoger lag dan in de niet-getroffen regio's. In 1895 was het gemiddelde sterftecijfer voor niet getroffen regio's 1,92/100, in de getroffen regio's was dit 4,12/100. Men kan dus vaststellen dat het sterftecijfer sterk gegroeid is sinds het incident. Bovendien was het geboortecijfer gedaald in de getroffen regio's. ("Ashio Dohzon kohdoku shobun seigan Tokyo jimusho," Ashio Dohzan kohdoku shobun seigan (University of Tokyo Faculty of Economics library)).
Op de dag van vandaag bevat het drinkwater uit de omgeving van de mijn nog altijd een aantal keer de maximum toegelaten hoeveelheid arseen na een hevige regenval. Dit is ondanks pogingen om de mijngiffen te controleren. Omdat de rijst die landbouwers telen en eten nog altijd grote hoeveelheden cadmium bevat, blijft het gezondheidsproblemen veroorzaken onder de boeren.

### Landbouw
Omdat de landbouwgronden zwaar verontreinigd waren door de aanwezigheid van onder andere cadmium, lood en koper, verminderde de rijstproductie aanzienlijk zoals vermeld hierboven. Omdat zware metalen zich centreren aan de kant waar het water het rijstveld binnenkomt, is de oogst aan die zijde het slechtst. Om de slechte oogsten tegen te gaan, worden de gronden behandeld en gereinigd.

## Protest
Kort na het incident waren de gevolgen zo goed als onbekend. Bijgevolg kwam er enkel protest van de slachtoffers. Hoe meer media-aandacht de hele zaak kreeg, hoe meer protest. In het begin van de 20e eeuw werd er onder andere betoogd door studenten en werden er excursies georganiseerd naar de mijn en getroffen regio's. Het protest van de slachtoffers en het medeleven met de omstandigheden waarin de landbouwers leefden was enorm. Het is daarom onmogelijk om alle betogingen te bespreken. Hieronder zijn de belangrijkste.

### Eerste bewegingen
Een beweging onder leiding van Chugo Hayakawa vroeg het prefecturaal hospitaal onderzoek te doen naar drijvende giffen.
Inwoners van het dorp Azuma vroegen de gouverneur van de Tochigi-prefectuur een halt toe te roepen aan de verrichtingen in de Ashio-mijn.
Door de raden van Tochigi- en Gunma-prefecturen werd er verzocht onderzoek te verrichten naar de oorzaken en mogelijke tegenmaatregelen voor de schade aan de landbouwsystemen. De onderzoeksresultaten van professor Yoshinao Kozai werden geconfisqueerd door de autoriteiten.

### Verzoeken van Shōzō Tanaka aan de regering (december 1891)
Shozo Tanaka wees op artikel 27 van de grondwet: het onvervreemdbaar recht op petitie en wees er bovendien op dat de wetten in verband met mijnbouw bepaalden dat het recht op mijnbouw werd teruggetrokken in geval van het ondermijnen van het publieke welzijn. Mijnbouw moest en zou in dit geval dus gestopt worden.
Mutsu, minister van agricultuur, moest volledige verantwoordelijkheid voor de schade op zich nemen.
De reactie van de regering verscheen in het regeringsblad Kanpo en luidde: "De oorzaken en de schade aan de landbouwsystemen in de gebieden rond de Ashio-mijn zijn niet bekend en worden onderzocht. (...) Het bedrijf zal berispt worden voor het lozen van de giffen van de mijn en bevolen worden om hetgeen in te schakelen dat nodig is om de afvloeiing van giffen te voorkomen."

### Landbouw versus mijnbouw
Eerst werden er vooral acties gevoerd met als doel het sluiten van de Ashio-mijn, maar nadien werd er overgegaan naar bemiddeling tussen landbouwers en het Furukawa-management met als doel compensatie voor de toegebrachte schade.
Eerste arbitragecommissie (1892-1893)
 
Overeenkomsten op 3 punten:
- Geld moest uitbetaald worden aan de getroffen boeren. De som die besproken werd was echter minimaal. In Inubishi (Aso provincie) was de compensatie goed voor slechts 1/20e van de jaarlijkse inkomsten van het land.
- Omdat er een machine geïnstalleerd zou worden ter preventie van verdere vervuiling, moesten de partijen die het compensatiepact tekenden, wachten tot 30 juni 1986 vooraleer ze opnieuw klacht mochten indienen tegen Furukawa. Op deze manier kon men de efficiëntie van de machine op langere termijn beoordelen.
- Ichibei Furukawa moest alle moeite doen om het water-ecosysteem te herstellen.

Tweede arbitragecommissie (1894-1896)

De Furukawa Company probeerde de getroffen boeren een contract op te dringen als een finale oplossing voor het probleem. Eerst werd de boeren 1,40 yen per 10 are vergiftigd land aangeboden, maar door onderhandelingen met een bevooroordeelde derde partij, werden de sommen verlaagd naar tussen de 0,25 en 0,40 yen per 10 are. De boeren verloren bovendien het recht om klacht in te dienen tegen de Furukawa Mining Company.

### Massabetogingen van landbouwers
De landbouwers hielden verschillende massabetogingen in verband met het incident. Keer na keer werden ze onderdrukt door leger en politie, maar toch slaagde een groot aantal boeren erin om te betogen. De eerste betoging werd gehouden in februari 1887 in Tokio met ongeveer 800 landbouwers. Ze kwamen Tanaka steunen bij het verzoek de Ashio-mijn te sluiten tijdens de tiende nationale parlementszitting.
In 1898 werden de getroffen gebieden opnieuw geteisterd door een overstroming. Deze had de verspreiding van de giffen verergerd. Uit frustratie en woede trokken ongeveer 11.000 landbouwers richting Tokio. Ze eisten onder andere versterking van de rivieroevers om verdere gifverspreiding te vermijden. Ondanks de confrontatie door leger en politie, slaagden toch 2500 landbouwers erin Hogima, Tokio te bereiken. Tanaka beloofde na de betoging dat hij als parlementslid zou vechten tot zijn dood voor hun eisen. Vanaf dan werd Shozo Tanaka beschouwd als leider van de vervuilingbeweging.
In februari 1900 was een volgende massabetoging gepland. Leger en politie werden op pad gestuurd om hen tegen te houden. Onderweg naar Tokio in Kiwamata werden 100 boeren met politiegeweld gearresteerd. Dit staat bekend als het Kiwamata-incident.

### Direct verzoek van Shōzō Tanaka aan keizer Meiji (december 1901)
Door de onderdrukkingsmaatregelen van de regering via leger en politie, was Shōzō Tanaka vastberaden om direct te appelleren bij de keizer. Grijpend naar dergelijke extreme maatregel, hoopte Tanaka veel media-aandacht te krijgen in verband met het probleem, en zo de publieke opinie aan zijn kant te krijgen. In 1901 werd Tanaka aangesproken door Yasujiro Ishikawa, hoofdredacteur van de krant, Mainichi Simbun (毎日新聞) en bood zijn medewerking aan. Twee dagen later bemachtigde hij de medewerking van Shusui Kotoku, een journalist, die het verzoek aan de keizer zou schrijven.
Op 10 december 1901 keerde Keizer Meiji terug naar zijn rijtuig nadat hij als voorzitter had opgetreden tijdens de zestiende nationale parlementszitting van het Hogerhuis. Tanaka kwam naar hem toe met een geschreven verzoek in handen en riep hem toe. Hij hoopte dat een van de bewakers hem zou verwonden of doden om zo het schandaal aan het licht te brengen. Maar het paard van de wachtmeester schrok en steigerde zodat hij van zijn paard viel. Tanaka werd meteen gearresteerd en verhoord, maar werd dezelfde avond nog vrijgelaten.
Tanaka's verzoek ging niet als gepland, maar verraste het publiek. Uit verschillende hoeken van de samenleving ontstond er belangstelling om de situatie in de getroffen regio's te verbeteren.

### Studentenbewegingen
Op 27 december 1901 werd er een excursie georganiseerd naar de getroffen gebieden. 800 studenten van 40 colleges en universiteiten namen deel. Wat ze te zien kregen kwam als een schok en bijgevolg organiseerden ze betogingen om het nieuws over de beroerde toestand te verspreiden.

## Museum
De mijn is tegenwoordig een toeristische attractie.